# 絵画学科
絵画学科（かいががっか）は、日本画や油絵、版画などの「絵画」についての教育研究を目的とした大学の芸術系の学科の一つである。美術・芸術・造形学部などにある。

## 絵画の教育機関のある日本の大学

### 日本画
- 多摩美術大学　美術学部　絵画学科　日本画専攻
- 女子美術大学　芸術学部　絵画学科　日本画専攻
- 名古屋芸術大学　美術学部　絵画科　日本画コース
- 了徳寺大学　芸術学部　美術学科　日本画コース
- 東京芸術大学　美術学部　絵画科　日本画専攻
- 名古屋造形大学（校名変更 名古屋造形芸術大学）　造形学部　造形学科　日本画コース
- 武蔵野美術大学　造形学部　日本画学科
- 倉敷芸術科学大学　芸術学部　美術学科　日本画コース
- 筑波大学　芸術専門学群　美術主専攻　日本画コース
- 別府大学　文学部　芸術文化学科　絵画表現コース（油絵と日本画）
- 京都精華大学　芸術学部　造形学科　日本画コース
- 京都嵯峨芸術大学　芸術学部　造形学科　日本画分野
- 多摩美術大学　造形表現学部（夜間）　造形学科（洋画と日本画）
- 成安造形大学　造形学部　造形美術科　造形表現群　日本画クラス
- 金沢美術工芸大学　美術工芸学部　美術科　日本画専攻
- 愛知県立芸術大学　美術学部　美術科　日本画専攻
- 京都市立芸術大学　美術学部　美術科　日本画専攻
- 東北芸術工科大学　芸術学部　美術科　洋画コース
- 沖縄県立芸術大学　美術工芸学部　美術学科　絵画専攻
- 崇城大学　芸術学部　美術学科　日本画コース
- 文星芸術大学　美術学部　美術学科　日本画専攻
- 大阪成蹊大学　芸術学部　美術学科　日本画コース
- 大阪芸術大学　芸術学部　美術学科　日本画コース
- 宝塚造形芸術大学　造形学部　美術学科　日本画コース
- 尾道大学　芸術文化学部　美術学科　日本画コース
- 広島市立大学　芸術学部　美術学科　日本画専攻
- 京都造形芸術大学　芸術学部　美術工芸学科　日本画コース
- 宇都宮文星短期大学　地域総合文化学科　芸術文化コース　日本画・油画
- 金城大学短期大学　美術学科　日本画コース
- 京都嵯峨芸術大学短期大学部　美術学科　美術分野（日本画　洋画　ミクストメディア　陶芸　染織）
- 奈良芸術短期大学　美術科　日本画コース

### 洋画
- 多摩美術大学　美術学部　絵画学科　油画専攻
- 東京造形大学　造形学部　美術学科　絵画専攻領域
- 女子美術大学　芸術学部　絵画学科　洋画専攻
- 東京芸術大学　美術学部　絵画科　洋画専攻
- 名古屋芸術大学　美術学部　絵画科　洋画コース
- 名古屋造形大学（校名変更 名古屋造形芸術大学）　造形学部　造形学科　洋画コース
- 名古屋芸術大学　美術学部　美術学科　洋画領域　洋画1コース
- 名古屋芸術大学　美術学部　美術学科　洋画領域　洋画2コース
- 了徳寺大学　芸術学部　美術学科　油絵コース
- 京都精華大学　芸術学部　造形学科　洋画コース
- 京都嵯峨芸術大学　芸術学部　造形学科　洋画分野
- 東北芸術工科大学　芸術学部　美術科　日本画コース
- 金沢美術工芸大学　美術工芸学部　美術科　洋画専攻
- 愛知県立芸術大学　美術学部　美術科　洋画専攻
- 京都市立芸術大学　美術学部　美術科　洋画専攻
- 広島市立大学　芸術学部　美術学科　油絵専攻
- 倉敷芸術科学大学　芸術学部　美術学科　油画コース
- 尾道大学　芸術文化学部　美術学科　油画コース
- 日本大学　芸術学部　美術学科　絵画・版画コース
- 九州産業大学　芸術学部　美術学科　絵画コース
- 倉敷芸術科学大学　芸術学部　美術学科　現代表現Ⅰコース（絵画　版画等）
- 大阪成蹊大学　芸術学部　美術学科　洋画コース
- 大阪芸術大学　芸術学部　美術学科　洋画コース
- 宝塚造形芸術大学　造形学部　美術学科　洋画コース
- 崇城大学　芸術学部　美術学科　洋画コース
- 文星芸術大学　美術学部　美術学科　洋画専攻
- 武蔵野美術大学　造形学部　油絵学科
- 共立女子大学　文芸学部　芸術学専修　造形芸術コース（絵画・彫刻・工芸・建築）
- 愛知産業大学　造形学部　デザイン学科　造形研究コース（絵画から彫刻　スクリーン技法まで）
- 筑波大学　芸術専門学群　美術主専攻　洋画コース
- 東北生活文化大学　家政学部　生活美術学科（彫刻・絵画・工芸・デザイン・美術理論など）
- 明星大学　造形芸術学部　造形芸術学科　絵画コース
- 成安造形大学　造形学部　造形美術科　造形表現群　洋画クラス
- 東京家政大学　家政学部　造形表現学科　アート分野（絵画や彫刻）
- 京都造形芸術大学　芸術学部　美術工芸学科　洋画コース
- 札幌大谷短期大学　美術科　油彩コース
- 秋田公立美術工芸短期大学　工芸美術学科　絵画コース（油絵）
- 青山学院女子短期大学　芸術学科　絵画専攻
- 女子美術大学短期大学部　造形学科　美術コース　絵画領域
- 宝仙学園短期大学　造形芸術学科　絵画分野　版画分野
- 横浜美術短期大学　造形美術科　絵画コース（油絵中心）
- 金城大学短期大学　美術学科　油画コース
- 名古屋造形大学短期大学部　造形芸術科　絵画コース
- 夙川学院短期大学　美術・デザイン学科　絵画コース
- 奈良芸術短期大学　美術科　洋画コース
- 比治山大学短期大学部　美術科　絵画コース
- 九州造形短期大学　美術科　（絵画と彫刻）
- 大分県立芸術文化短期大学　美術科　美術専攻　（絵画と彫刻）

### 版画
- 多摩美術大学　美術学部　絵画学科　版画専攻
- 東京造形大学　造形学部　美術学科　絵画専攻領域
- 京都嵯峨芸術大学　芸術学部　造形学科　版画分野
- 京都市立芸術大学　美術学部　美術科　版画専攻
- 大阪芸術大学　芸術学部　美術学科　版画コース
- 名古屋芸術大学　美術学部　美術学科　美術文化領域　版画コース
- 名古屋造形大学（名古屋造形芸術大学）　造形学部　造形学科　洋画コース・版画クラス　（2008年4月新設）